# Hambleton (Selby)
Hambleton – wieś w Anglii, w hrabstwie North Yorkshire, w dystrykcie (unitary authority) North Yorkshire. Leży 22 km na południe od miasta York i 261 km na północ od Londynu. Miejscowość liczy 1711 mieszkańców.